# Nemény András
Nemény András (Szombathely, 1976. június 7. –) politikus, jogász, Szombathely polgármestere. 2010 és 2014 között országgyűlési képviselő az MSZP színeiben, a párt egyik alelnöke, a Megyei Jogú Városok Szövetségének társelnöke.

## Tanulmányai
A Szombathelyi Nagy Lajos Gimnáziumban érettségizett, a Kodolányi János Főiskolán 1998-ban végzett német-kommunikáció szakon. 2001-ben a Pécsi Tudományegyetemen szerzett jogász diplomát.
2019. október 13-ától Szombathely polgármestere.

## Politikai pályafutása
2000-ben lépett be a Magyar Szocialista Pártba, 2003-tól a párt szombathelyi szervezetének alelnökeként tevékenykedett. 2005-től a Vas megyei szervezet alelnöke, 2009-2020 között pedig a párt megyei elnöke volt. 2005 és 2006 között a Vas Megyei Önkormányzat tagja, a jogi bizottság elnöke, mikor a Nyugat-Dunántúli Regionális Fejlesztési Tanács tagja volt. 2006 után a szombathelyi önkormányzatban a városvezető frakciót vezette. Több bizottságnak is tagja volt, 2006 és 2008 között a Pénzügyi-Gazdasági, 2008 és 2010 között a Költségvetési Bizottságot vezette. Mindezek mellett társadalmi tisztségeket is betöltött. A Haladás Felügyelő Bizottságának tagja, a FALCO KC Felügyelő Bizottságának elnöke volt abban az évben, amikor a kosárlabdacsapat először lett magyar bajnok.
2007 és 2010 között a Nyugat-Magyarországi Egyetem - Savaria Egyetemi Központ (ma ELTE Savaria Egyetemi Központ) Stratégiai Bizottságának elnöke volt.
A 2010-es választáson Vas megye 2-es számú egyéni választókerületében indult, de Hende Csaba (Fidesz-KDNP) a szavazatok több, mint 60%-át megszerezve győzte le. Nemény végül a párt országos listájáról jutott a Parlamentbe, ahol a Foglalkoztatási és Munkaügyi Bizottság tagja lett, négy év alatt 200-szor szólalt fel. 2014-ben az újonnan kialakított Vas megyei 1. sz. országgyűlési egyéni választókerületben indult, ahol azonban ismét alulmaradt Hende Csabával szemben. 44,95% -ot kapott Hende, míg Nemény 30,64%-ot. Indult az önkormányzati választásokon is, a szombathelyi 13. számú egyéni választókerületben Őri Imre (Fidesz-KDNP) előtt végzett, ezzel önkormányzati képviselő lett.
A 2018-as magyarországi országgyűlési választáson az MSZP és a Párbeszéd közös országos listájának 17. helyén szerepelt, illetve ismét a Vas megyei 1. választókerületben próbálkozhatott Hende Csaba ellen, de ezúttal is vereséget szenvedett, nem jutott be az Országgyűlésbe.
2019 januárjában az ellenzéki pártok szombathelyi egyesülete (Éljen Szombathely!) bejelentette: őt jelöli polgármesternek a 2019-es őszi önkormányzati választásokon. Jelöltségét támogatta az MSZP, a Párbeszéd, a Demokratikus Koalíció, a Momentum Mozgalom, az LMP, a Mindenki Magyarországa Mozgalom, a Szolidaritás, és - az országban egyedül - a Magyar Kétfarkú Kutya Párt helyi szervezete.
2024. november 29-én a Megyei Jogú Városok Szövetségének társelnökévé választották.
2025 áprilisában kilépett az MSZP-ből.

## Magánélete
Nős, két gyermeke van.